# Кампер, Петрус
Петрус Кампер (нидерл. Petrus Camper; 1722—1789) — голландский анатом.
Член Лондонского королевского общества (1751), иностранный член Французской академии наук (1785).
Учился в Лейдене, в 1760 году стал профессором медицины в Франекере, затем в Амстердаме и Гронингене. В 1773 году Кампер оставил профессорскую деятельность, поселился во Франекере и предпринял несколько путешествий. В 1787 году избран членом Государственного совета. Кампер написал ряд сочинений по патологии и анатомии, ввёл измерение лицевого угла, определяющего отношения между лицевой и черепной частями головы, выяснял причину невозможности для обезьян членораздельной речи и т. д.
Собрание сочинений Кампера появилось после его смерти (3 т., Пар. 1803 год, с атласом).